# Сапожников, Сергей Анатольевич
Серге́й Анато́льевич Сапо́жников (род. 20 февраля 1984, Ростов-на-Дону) — российский художник, фотограф, куратор.

## Биография
Сергей Сапожников родился 20 февраля 1984 года в Ростове-на-Дону.
Художественную деятельность начал уличным граффитистом-бомбилой. Активно занимался фотографией. Окончил факультет психологии Южного федерального университета (бывший Ростовский государственный университет).
В 2009 году окончил Институт проблем современного искусства Иосифа Бакштейна, курс «Новые художественные стратегии» (Москва).
В сентябре 2014 года в музее Польди-Пеццоли (Милан) состоялась персональная выставка Сапожникова «Total Picture». Куратором выставки выступил Франческо Бонами. Специально для этого проекта композитором Алексеем Хевелевым был написан цикл фортепианных прелюдий «Последние дни Христа». Автор исполнил этот цикл на открытии выставки в музее Польди-Пеццоли.
В ноябре 2016 года с критиком Владимиром Левашовым реализовал проект «Город», опубликованный в форме авторской книги.
В 2018 году Сергей Сапожников вошел в Российский инвестиционный художественный рейтинг 49ART, представляющий выдающихся современных художников в возрасте до 50 лет.

## Работы находятся в собраниях
- Ростовский областной музей изобразительных искусств, Ростов-на-Дону.
- Государственная Третьяковская галерея, Москва.
- Московский музей современного искусства, Москва.
- Коллекция Фонда «Виктория — искусство быть современным», Москва.
- Коллекция Фонда Владимира Смирнова и Константина Сорокина, Москва.
- Корпоративная коллекция Газпромбанка, Москва.
- Музей Польди-Пеццоли, Милан, Италия.
- Fondazione Sandretto Re Rebaudengo, Италия.
- Коллекция Фонда Никола Труссарди, Милан, Италия.
- Коллекция Альберто Сандретти, Италия.
- Коллекция Sawaya & Moroni, Италия.
- Коллекция Йоса Стеллинга, Нидерланды.

## Персональные выставки
- 2025 — «Несостоявшееся ростовское метро». Not Found gallery, Москва.
- 2024 — «12-24». XL Галерея, ЦСИ «Винзавод», Москва.
- 2023 — «Дом и Сад». Дом культуры ГЭС-2, Москва
- 2023 — «Игра в молоко»(совм. с Настей Ливадновой). XL Галерея, ЦСИ «Винзавод», Москва
- 2022 — «Лестничный марш». XL Галерея, ЦСИ «Винзавод», Москва
- 2020 — «Сергей Сапожников». Государственная Третьяковская галерея на Крымском Валу, Москва.
- 2019 — «Jamais vu»(совм. с Владиславом Мамышев-Монро). XL Галерея, ЦСИ «Винзавод», Москва.
- 2018 — «Tiergarten». XL Галерея, ЦСИ «Винзавод», Москва.
- 2018 — «Dance». Московский музей современного искусства, Москва
- 2017 — «The Drama Machine». Кинотеатр «Ударник», Москва[9][10][11][12].
- 2016 — «Воронеж». Воронежский ЦСИ, Воронеж[13][14][15].
- 2016 — «The Drama Machine». Газпромбанк, Фонд «Дон», Ростов-на-Дону[16][17][18][19][20][21].
- 2015 — «Dance». XL Галерея, ЦСИ «Винзавод», Москва[22].
- 2015 — «Untitled». Галерея «Виктория», Самара[23][24][25].
- 2015 — «Полароид-стрип». XL Галерея, ЦСИ «Винзавод», Москва[26][27].
- 2015 — «Untitled». Центр современной культуры «Смена», Казань[28].
- 2014 — «Untitled». Воронежский ЦСИ, Воронеж[29][30].
- 2014 — «Total Picture». Музей Польди-Пеццоли, Милан[29][31].
- 2010 — «Отход». Галерея «Paperworks», Москва[32][33].
- 2009 — «Страх фотооператора перед самим собой» (совм. с Д. Тер-Оганьяном). Московская школа фотографии и мультимедиа им. А. Родченко, Москва.
- 2008 — «На зелёный свет». Галерея «Д137», Санкт-Петербург[34][35].
- 2008 — «Диалог пятачка со степашкой» (совм. с Романом Эсс). Галерея «Reflex» (АРТСтрелка), Москва.
- 2007 — «Рыдающий ливень в стенах пристанища нищего» (совм. с Альбертом Погорелкиным). Музей современного изобразительного искусства на Дмитровской, Ростов-на-Дону[36][37].

## Галерея

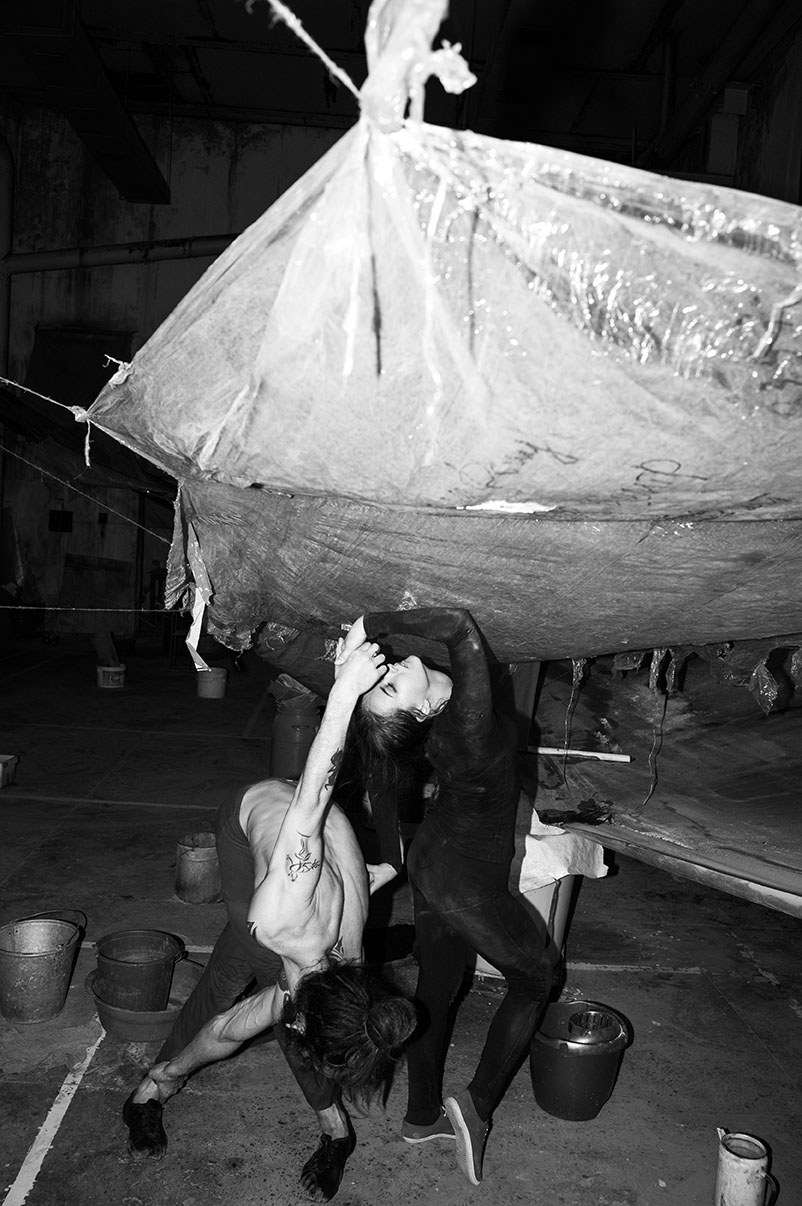
Б/н. Фотография. Цифровая печать. 180х120, 2015
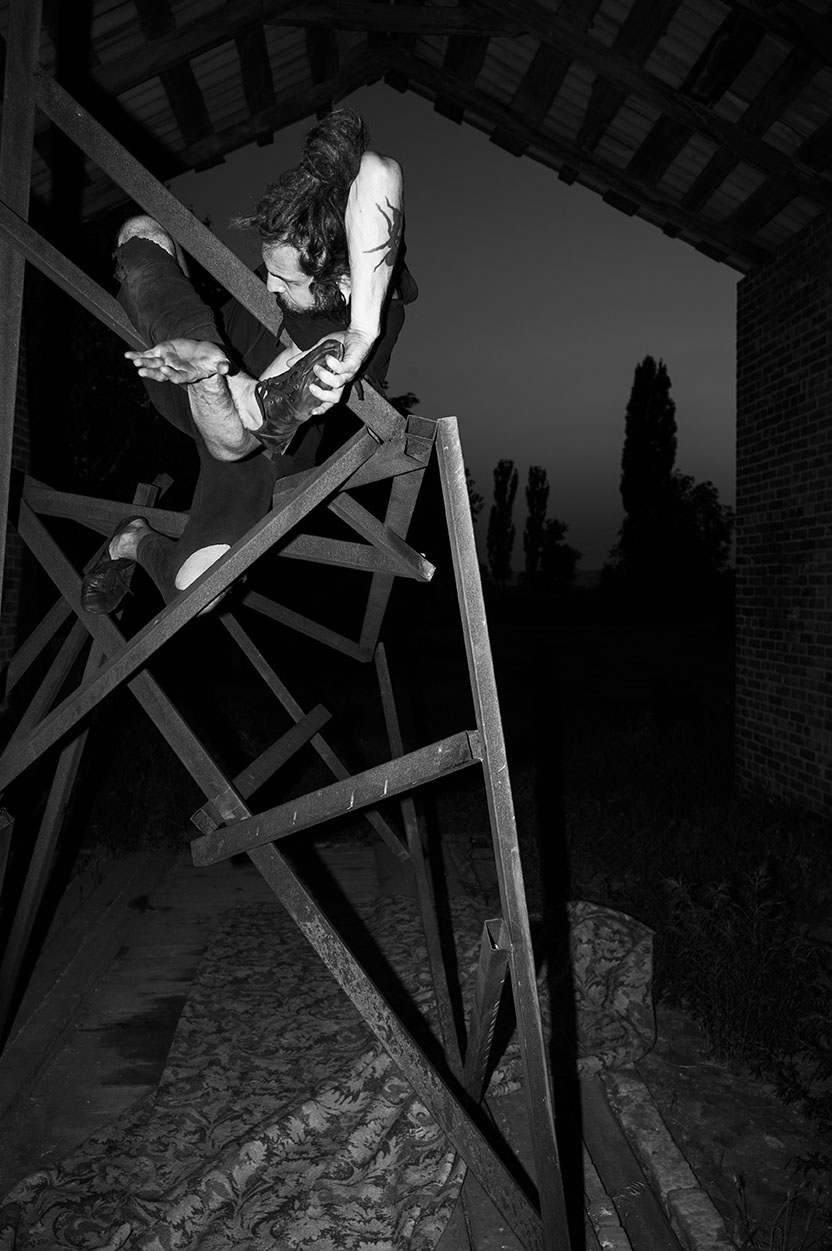
Б/н. Фотография. Цифровая печать. 180х120, 2015
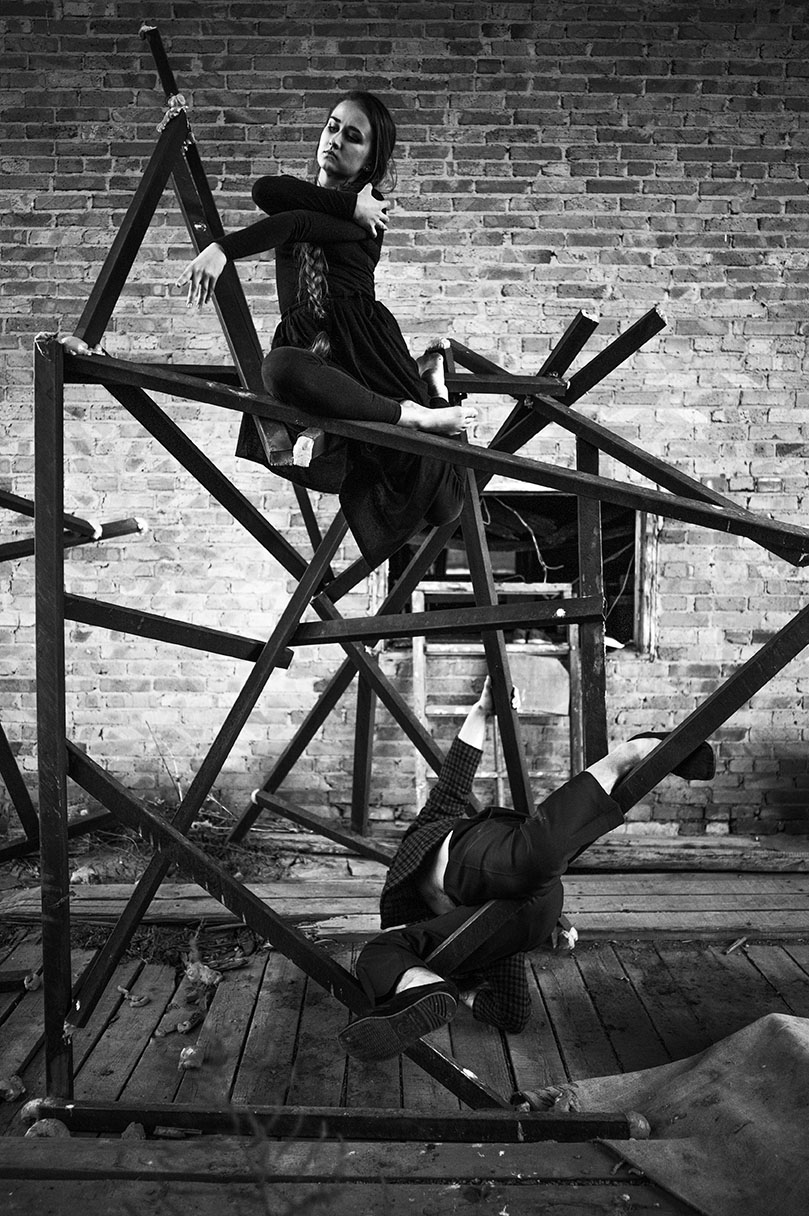
Б/н. Фотография. Цифровая печать. 180х120, 2015
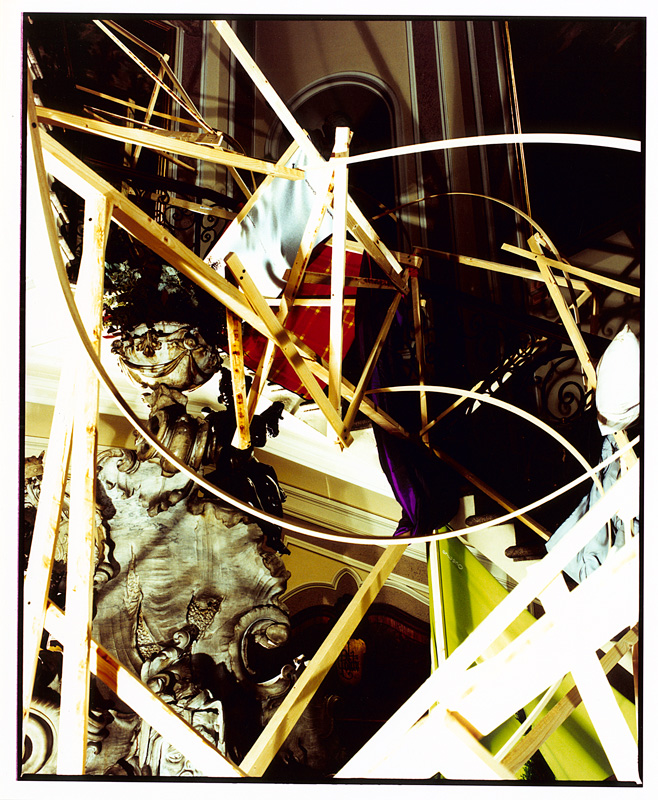
Б/н. Фотография. Ручная печать. 140х112, 2014
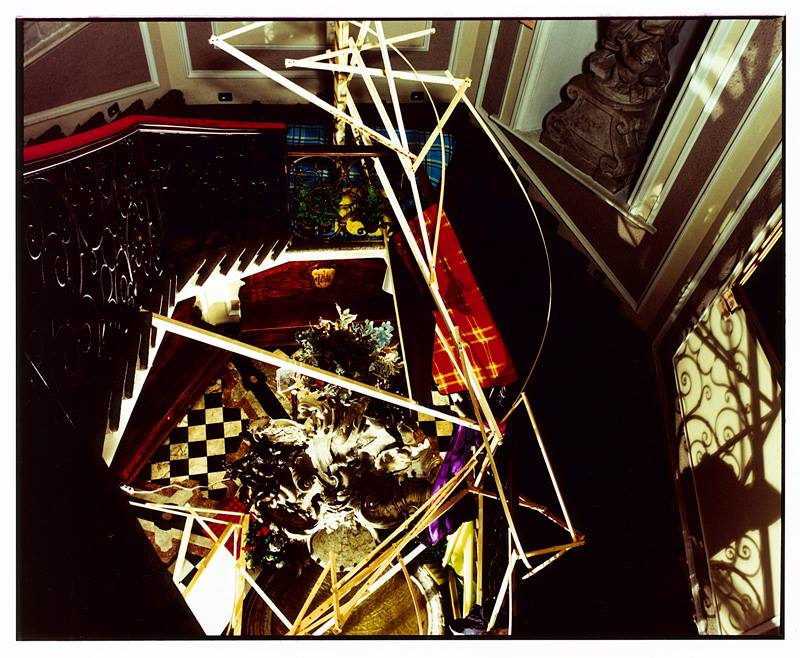
Б/н. Фотография. Ручная печать. 112х140, 2014
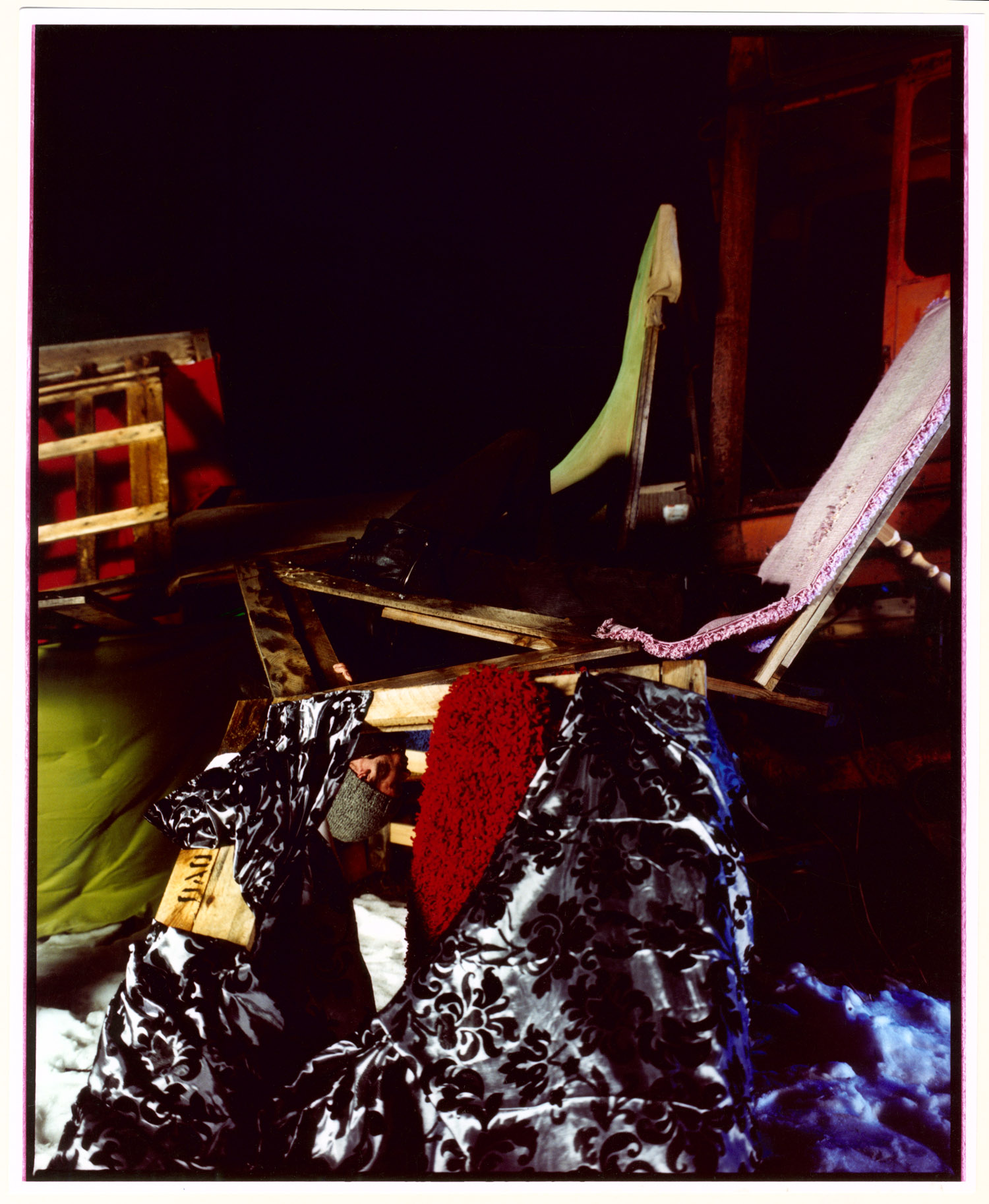
Б/н. Фотография. Ручная печать. 147,6х119,6, 2013
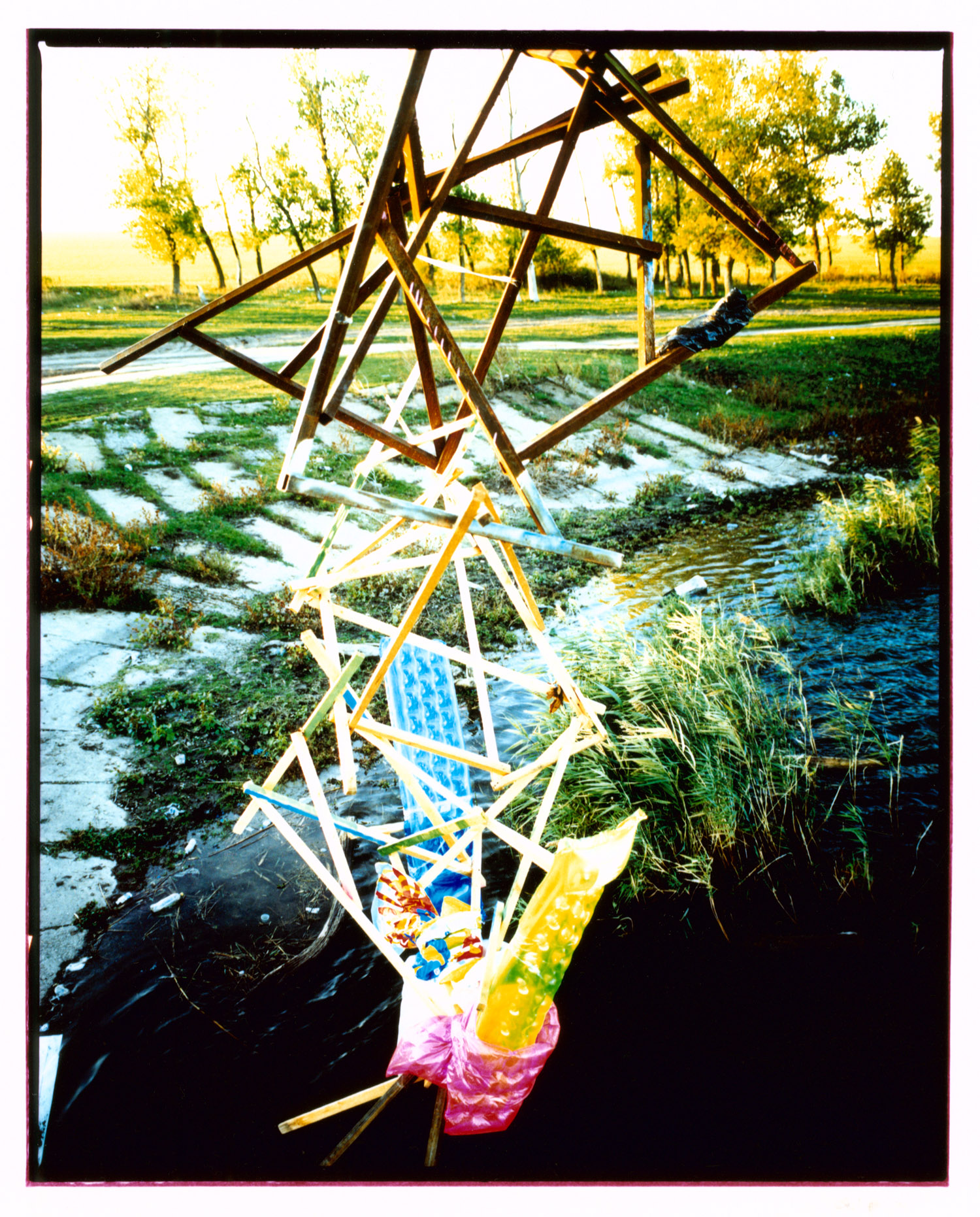
Б/н. Фотография. Ручная печать. 147,6х119,6, 2013
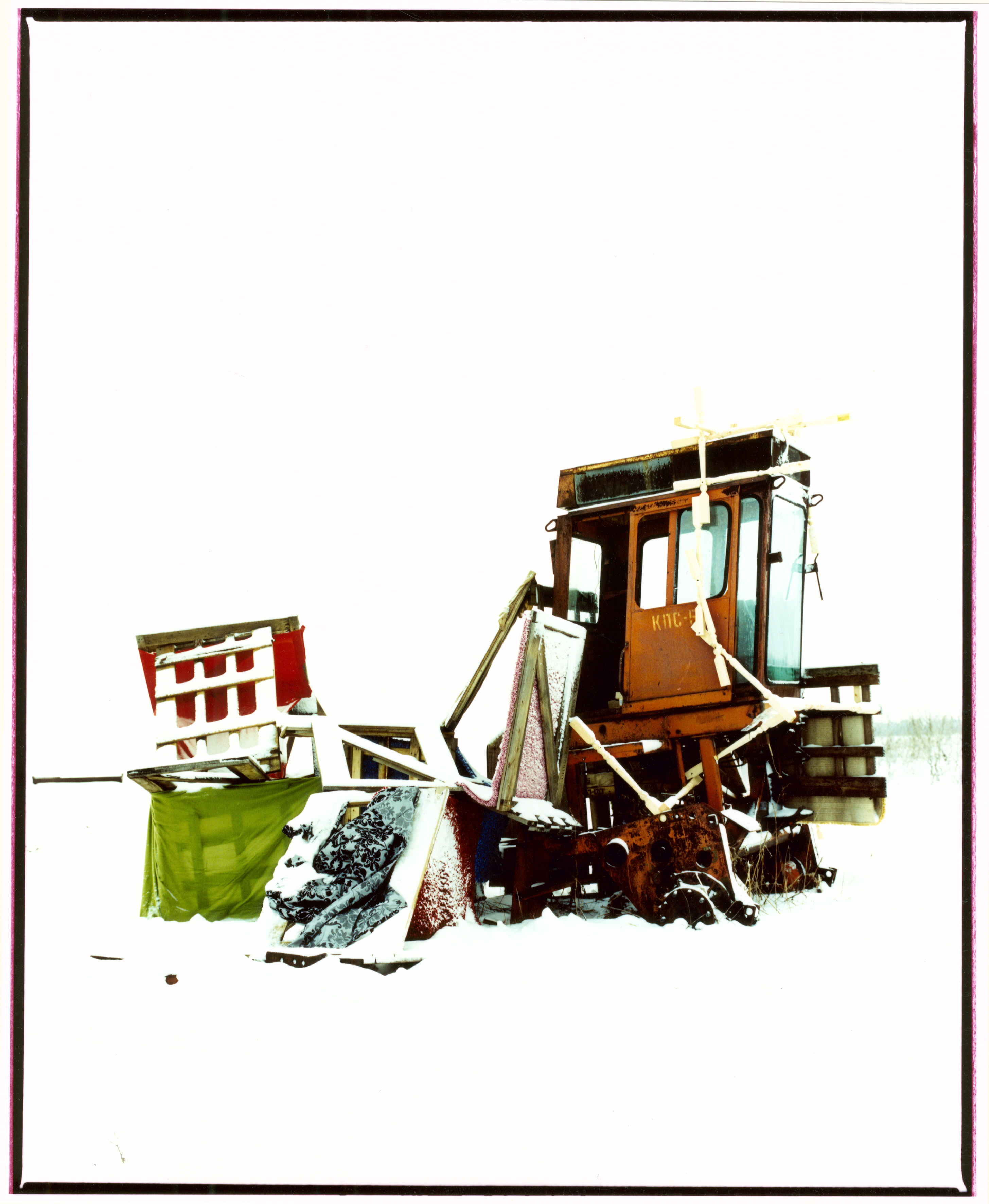
Б/н. Фотография. Ручная печать. 65х54, 2013
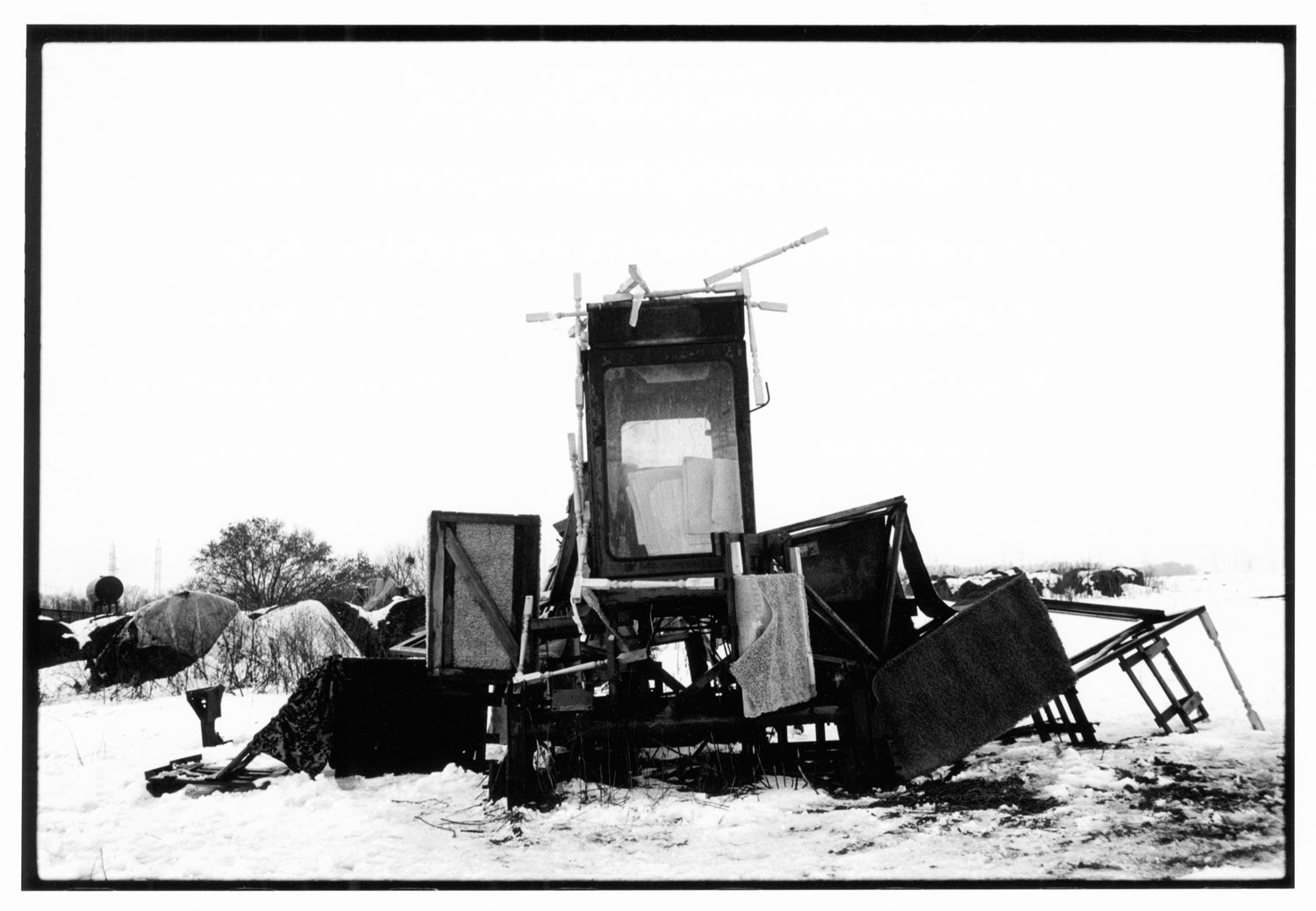
Б/н. Фотография. Ручная печать. 60х90, 2013
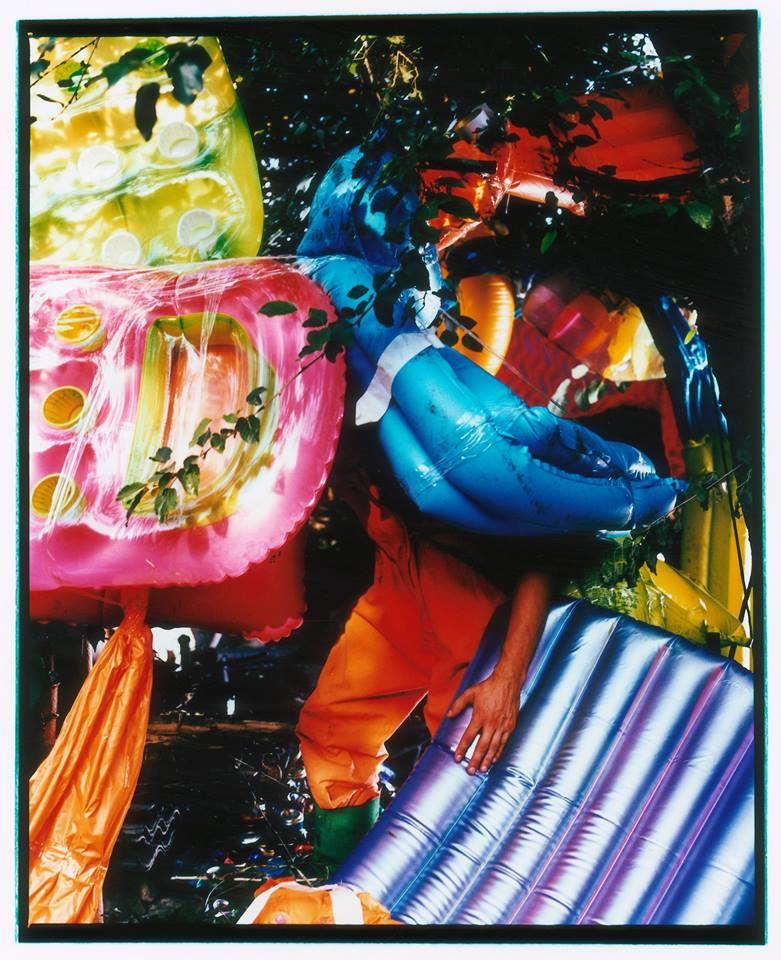
Б/н. Фотография. Ручная печать. 140х112, 2011
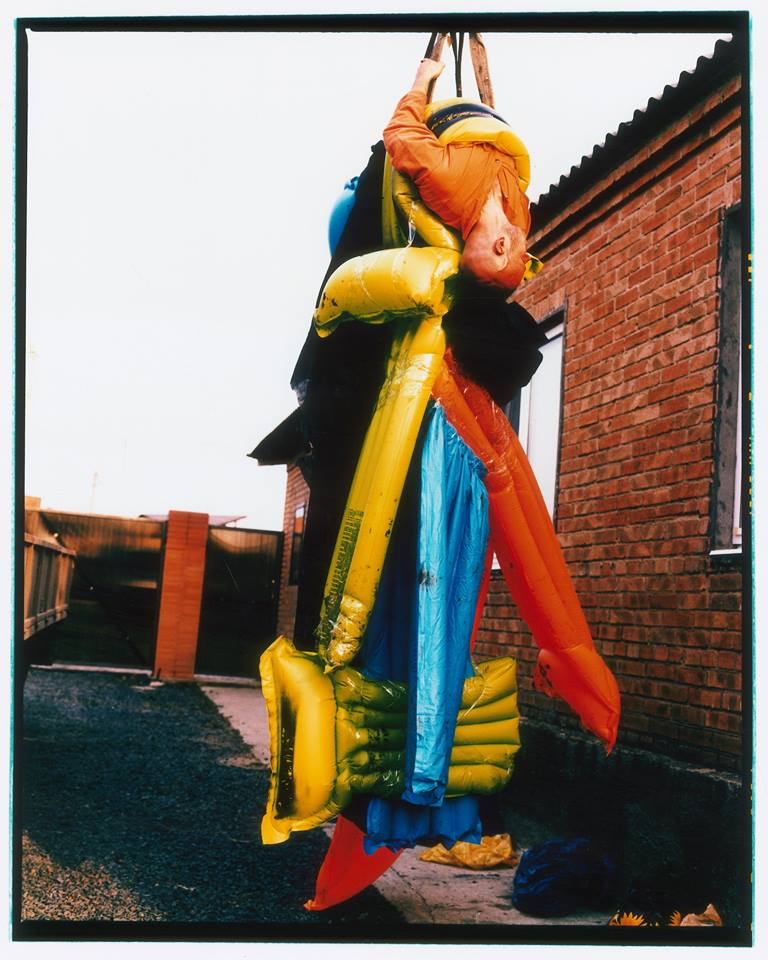
Б/н. Фотография. Ручная печать. 140х112, 2011
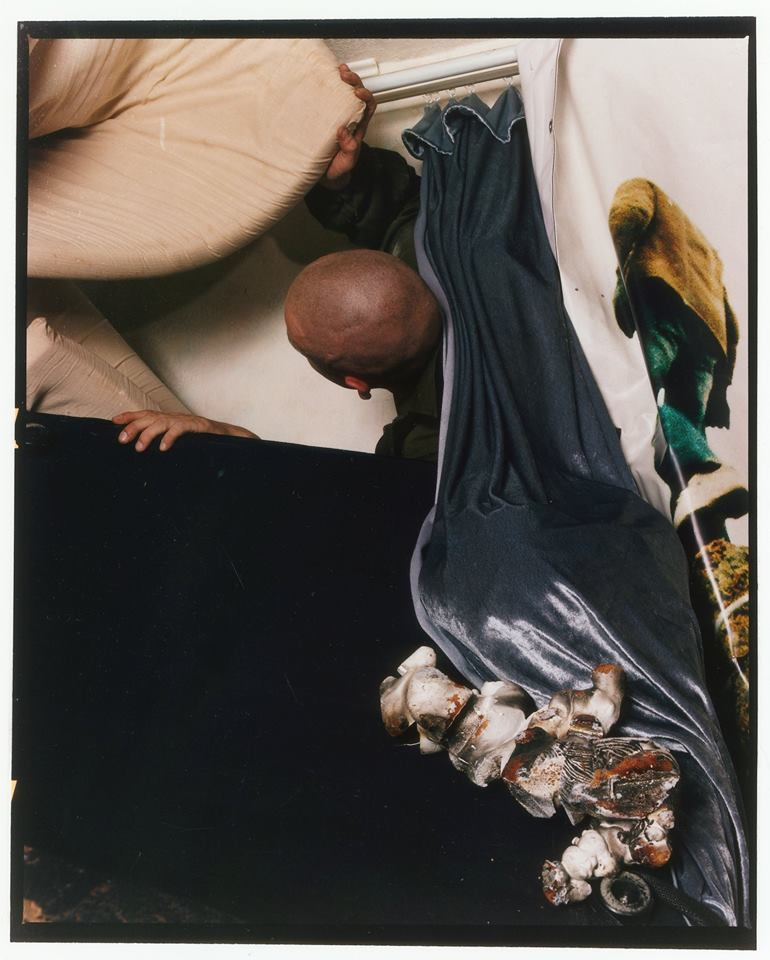
Б/н. Фотография. Ручная печать. 103,5х85, 2008
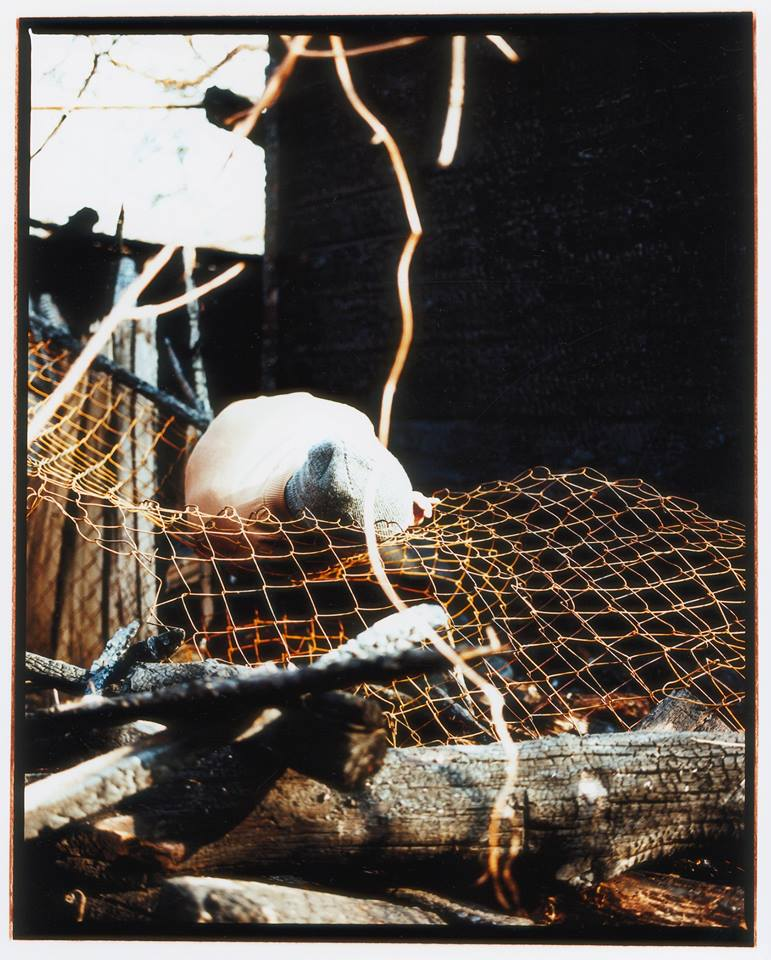
Б/н. Фотография. Ручная печать. 140х112, 2007
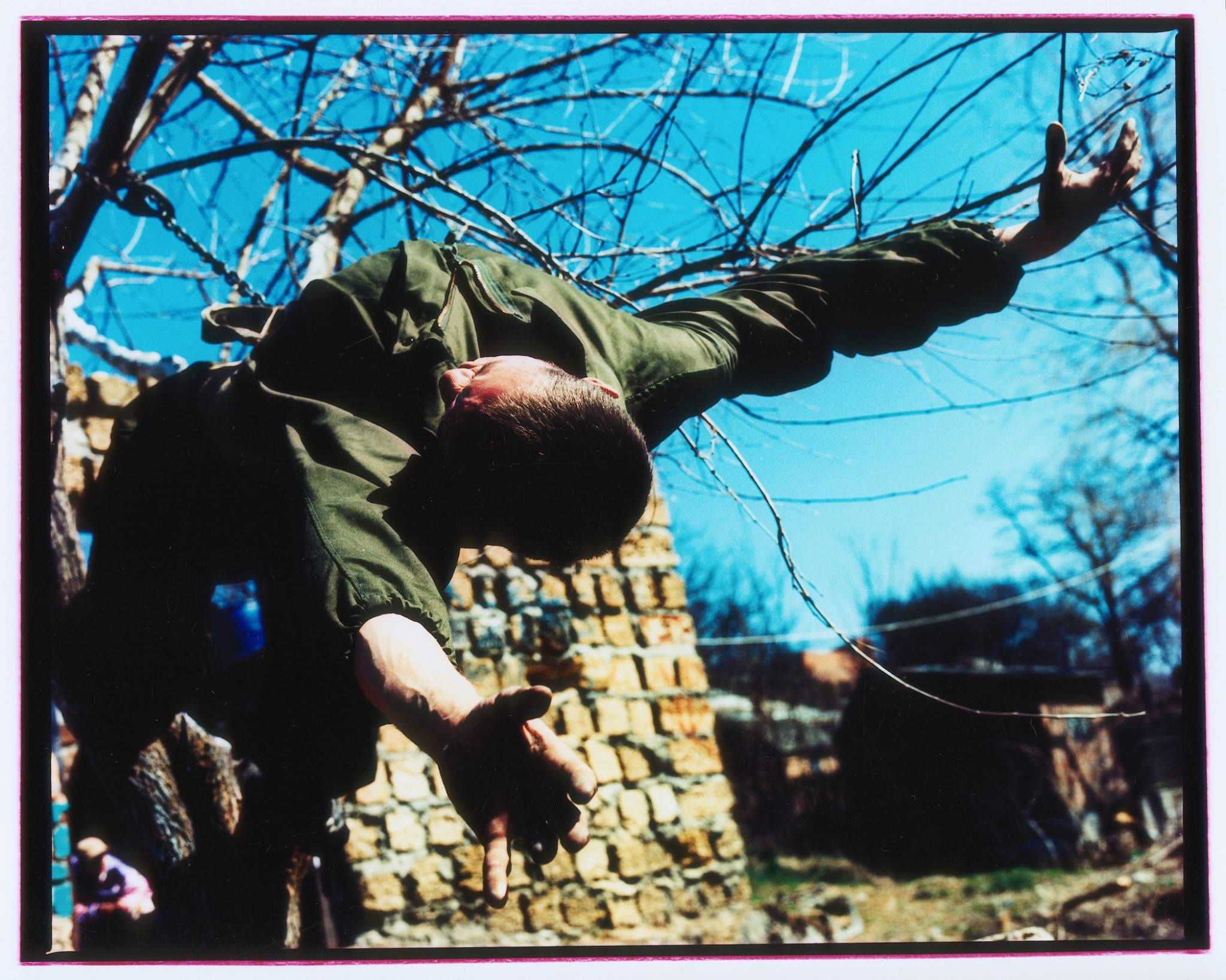
Б/н. Фотография. Ручная печать. 112х140, 2007
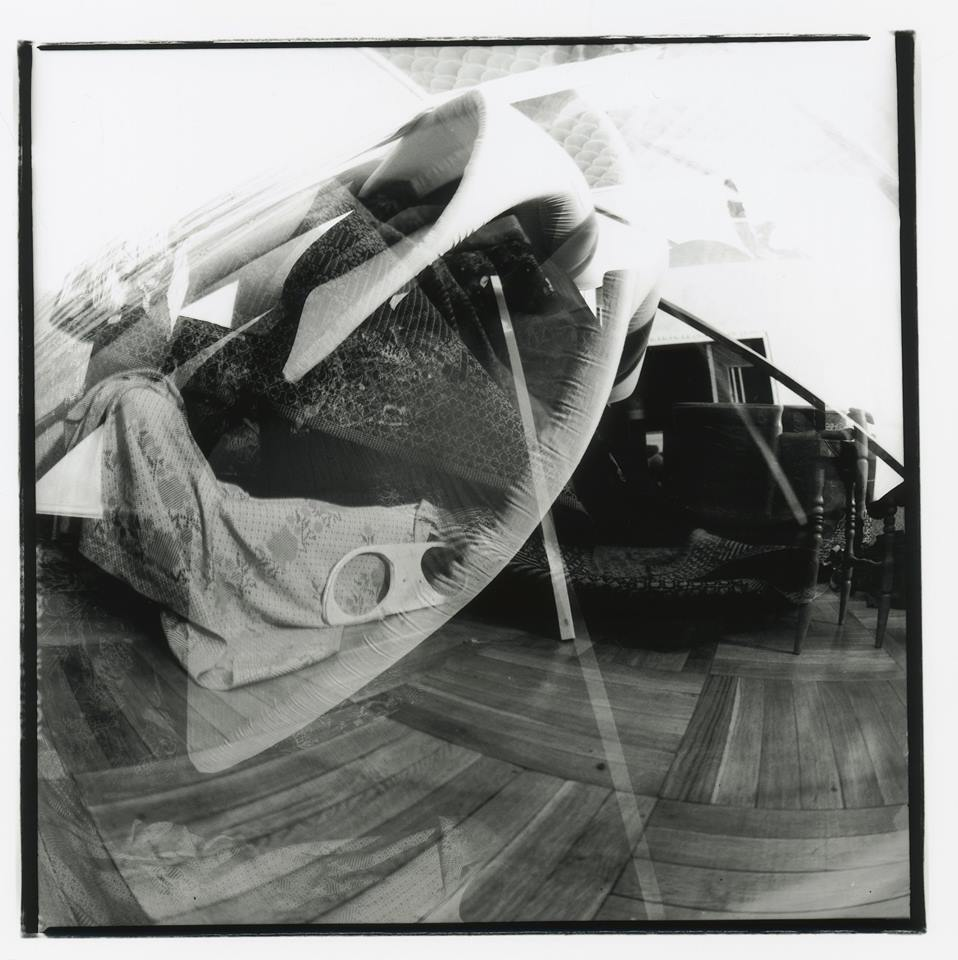
Б/н. Фотография. Ручная печать. 45х45, 2005

## Избранные групповые выставки
- 2025 — «Город. Среда. Код». Октава , Тула.
- 2025 — «Частный сектор». «Стрит-арт хранение» (САХ), Санкт-Петербург.
- 2024 — «La Russia e i paesi BRICS nella dimensione culturale: la nuova arte del nuovo mondo». Casa Russa, Рим.
- 2024 — «Catalog». Ярмарка современного искусства, Москва
- 2023 — «Возможности всесторонней коммуникации». Магаданский областной Краеведческий Музей, Магадан
- 2022 — «Cosmoscow». Гостиный Двор, Москва
- 2022 — Простые формы. Московский музей современного искусства, Москва.
- 2022 — Вещь. Пространство. Человек. Искусство второй половины XX — начала XXI века из собрания Третьяковской галереи,Государственная Третьяковская галерея на Крымском Валу, Москва.
- 2021 — Force majeure. XL Галерея, ЦСИ «Винзавод», Москва.
- 2021 — Летняя коллекция. Московский музей современного искусства, Москва
- 2020 — Поколение XXI. Дар Владимира Смирнова и Константина Сорокина, Государственная Третьяковская галерея на Крымском Валу, Москва.
- 2019 — «Russia.Timeless.», DOX Центр современного искусства,Прага.
- 2018 — «Ткань процветания»,Музей современного искусства «Гараж»,Москва
- 2018 — «Cosmoscow»,"FOMO SAPIENS",Москва.
- 2018 — «Manifesta 12»,Палермо.
- 2018 — «Генеральная репетиция. Представление в трёх актах. Работы из коллекций V-A-C, MMOMA, KADIST».Московский музей современного искусства,Москва.
- 2018 — «artgeneve». Женева.
- 2018 — «Передумали? Ничего страшного!» (из корпоративной коллекции Газпромбанка). Музей современного искусства Болоньи, Болонья.
- 2017 — «Cosmoscow». «Глазами коллекционера». Гостиный Двор, Москва[38].
- 2017 — «Пространство Сила Конструкция». Фонд V-A-C, Palazzo delle Zattere, Венеция, Италия[39][40][41][42][43].
- 2017 — «Geometry of now». Фонд V-A-C, ГЭС-2, Москва[44].
- 2016 — «Cabaret Kultura». Whitechapel Gallery, Лондон[45][46][47][48][49].
- 2016 — «Cosmoscow». XL Галерея. Гостиный Двор, Москва[50][51].
- 2016 — «Взаимодействие». Московский музей современного искусства, Москва.[52][53]
- 2016 — Anthropocene Markers, Likky Ruph, Brooklyn, NY, USA[54].
- 2015 — «Надежда». Специальная программа 6-й Московской биеннале современного искусства, Трехгорная мануфактура[55].
- 2015 — «Cosmoscow», проект «АУТ/OUT». Гостиный Двор, Москва[56].
- 2014 — «Музей с предсказаниями». Московский музей современного искусства, Москва.[57][58]
- 2014 — «Stanze/Rooms». Me Collectors Room, Берлин
- 2014 — «Не вредно». Параллельная программа Манифесты 10. Книжный магазин «Подписные Издания», Санкт-Петербург.
- 2014 — «Детектив». Московский музей современного искусства, Москва.[59][60]
- 2014 — «Cosmoscow». Манеж, Москва.[61]
- 2013 — «Yes, but Less!». Ньюарк, США.[62]
- 2013 — «Невесомость». Приволжский филиал ГЦСИ, Нижний Новгород.[63][64]
- 2013 — Art Basel Hong Kong. XL Галерея, Гонконг.[65]
- 2013 — «Ничего подобного». Музей Москвы, Москва.[66][67]
- 2013 — «Невесомость». МВЦ «Рабочий и колхозница», Москва.[68][69]
- 2013 — «TAMIZDAT». Новая Голландия, Галерея «Family Business», Санкт-Петербург.[70]
- 2013 — «Dreams of reason. Highlights from the Sandretto Re Rebaudengo Collection». Centre of Contemporary Art, Торунь, Польша.[71]
- 2012 — «Перезагрузка/Reload». Галерея «Red October», Москва.[72]
- 2012 — «Шоссе Энтузиастов». Дворец Tre Oci, Джудекка, Венеция. Параллельный проект 13-й Международной архитектурной биеннале в Венеции.
- 2012 — «Toasting to the Revolution». FAMILY BUSINESS, Нью-Йорк.
- 2012 — «Angry Birds». Варшавский музей современного искусства, Варшава.
- 2012 — «Génération P». Russe s’expose au Grand Réservoir de l’hôpital Bicêtre, Le Kremlin-Bicêtre.
- 2011 — «Once Upon a Present. A view on contemporary art in Russia». Gallery SC, Загреб.[73]
- 2011 — «Трудовая выставка». Центр визуальной культуры НаУКМА, Киев.[74]
- 2011 — «Вкл/Выкл». Специальная программа 4-й Московской биеннале современного искусства, Артхаус, Москва.
- 2011 — «Модерникон. Современное искусство из России». Дворец Tre Oci, Джудекка, Венеция.[75][76]
- 2011 — «Учебная тревога». VIENNAFAIR, Вена.[77]
- 2011 — Ярмарка «ARCOmadrid». Мадрид.[78]
- 2011 — «Кризис безобразия — II». Галерея «Paperworks», Москва.
- 2010 — История российского видеоарта. Том 3. Московский музей современного искусства (Ермолаевский пер., 17), Москва.
- 2010 — Cosmoscow. «Красный Октябрь», Москва[79].
- 2010 — «Рабочие и философы». Московская школа управления «Сколково»[80][81].
- 2010 — «Модерникон. Современное искусство из России». Fondazione Sandretto Re Rebaudengo, Турин, Италия[82][83].
- 2010 — «Догнать и перегнать центр», Зверевский центр, Москва.
- 2010— «Из города в город». Музыкальный театр, Киев.
- 2010— «Sense and Sensibility». ARTPLAY, «Фотобиеннале», Москва.
- 2009— «Искусство после конца истории». ЦДХ, Москва.
- 2009— «Дайте мне подумать». Art Academy Valand, ИПСИ. Красный Октябрь, Москва.
- 2009 — «Универсам». Ярмарка художественных сообществ. «Известия», Москва.
- 2008 — «Колодцы». Государственная Третьяковская галерея на Крымском Валу, Москва.
- 2008 — О смертном в искусстве. Памяти Николая Константинова. М-галерея, Ростов-на-Дону.
- 2007 — «Every Picture Tells A Story». Коллекция Артемия Троицкого. Rigas Gallery, Рига.
- 2007 — Балтийская биеннале фотографии. Калининград.
- 2006 — «ВЫ ЖИТЬ. Памяти Николая Константинова». Музей современного изобразительного искусства на Дмитровской, Ростов-на-Дону.

## Кураторские проекты
- 2010 — «Концептуализм: здесь и там» (совм. с И. Введенским). Южно-российская биеннале современного искусства, Ростов-на-Дону.
- 2008 — «О смертном в искусстве. Памяти Николая Константинова». М-галерея, Ростов-на-Дону.

## Книги работ Сергея Сапожникова
- 2012 — Каталог работ Сергея Сапожникова, изданный V-A-C press (Москва) совместно с Marsilio Editori (Венеция)[84]. В книге представлены фотографии, созданные Сапожниковым с 2003 по 2012 год, а также тексты таких авторов, как Ирене Кальдерони, Евгения Кикодзе, Сергей Братков, Виктор Драгунский[84].
- 2014 — Каталог выставки «Total Picture» (Музей Польди-Пеццоли, Милан). Каталог, разработанный известным дизайнером Кристофом Радлом, был выполнен в виде конверта двойного винилового альбома — диск с музыкой Алексея Хевелева и непосредственно сама книга-каталог[4]. Каталог, помимо работ Сапожникова, включает в себя тексты Джованны Бертаццони, Франческо Бонами, Терезы Мавика, Аннылизы Дзанни и Елены Яичниковой[4].
- 2016 — Каталог выставки «The Drama Machine», изданный «Газпромбанк private banking» совместно с фондом «Дон» в Marsilio Editori (Венеция). Каталог, помимо работ Сапожникова, включает в себя тексты Ирене Кальдерони, Артура Токарева, Оуэна Хатерли.
- 2016 — «Город» (совм. с В. Левашовым), Ростов-на-Дону[6][15]. Лимитированное издание, 150 пронумерованных экземпляров[85].
- 2017 — «senza titolo» (совм. с В. Левашовым), Ростов-на-Дону. Лимитированное издание, 100 пронумерованных экземпляров.
- 2018 — Каталог выставки «Dance», изданный Московский музей современного искусства. Каталог, помимо работ Сапожникова, включает в себя тексты Валентина Дьяконова, Александра Кислова и Сергея Сапожникова.
- 2020 — Каталог выставки «Сергей Сапожников», изданный Smart Art к выставке в Государственная Третьяковская галерея на Крымском Валу. Каталог, помимо работ Сапожникова, включает в себя тексты Марии Кьяры Де Трапани и Владимира Левашова.
- 2023 — Каталог выставки «Дом и сад», изданный V-A-C press к выставке в ГЭС-2. Каталог стилизован под журнал, помимо работ Сапожникова включает в себя тексты таких авторов, как Франческо Бонами, В. Левашовым, Елены Яичниковой, Сергея Фофанова и Дмитрия Цупко.